# Équipe d'Algérie de football en 2005
L'équipe d'Algérie de football participe lors de cette année à la Tours préliminaires à la Coupe du monde de football 2006 en Allemagne. L'équipe d'Algérie est entraînée par Ali Fergani et Lakhdar Belloumi et Meziane Ighil.

## Déroulement de la saison

### Classement FIFA 2005
Le tableau ci-dessous présente les coefficients mensuels de l'équipe d'Algérie publiés par la FIFA durant l'année 2005.
| Mois | janv. | fév. | Mars | Avril | Mai | Juin | Juillet | Août | sept. | oct. | nov. | déc. |
| Rang | 74    | 75   | 75   | 76    | 77  | 80   | 81      | 81   | 83    | 82   | 82   | 80   |

### Classement de la CAF
Le tableau ci-dessous présente les coefficients mensuels de l'équipe d'Algérie dans la CAF publiés par la FIFA durant l'année 2005.
| Mois | janv. | fév. | Mars | Avril | Mai | Juin | Juillet | Août | sept. | oct. | nov. | déc. |
| Rang | 14    | 14   | 14   | 15    | 15  | 17   | 18      | 18   | 17    | 16   | 17   | 17   |

## Les matchs
| Date             | Stade, Ville, Pays                               | Adversaire   | Score | Comp | Buteurs algériens        |
| 13 janvier 2005  | Khalifa International Stadium Doha , Qatar       | Biélorussie  | 1 - 0 | A    | Metref 55e               |
| 16 janvier 2005  | Khalifa International Stadium Doha , Qatar       | Japon        | 2 - 1 | A    | Metref 77e, Berramla 23e |
| 18 janvier 2005  | Khalifa International Stadium Doha , Qatar       | Qatar        | 0 - 0 | A    |                          |
| 23 janvier 2005  | Khalifa International Stadium Doha , Qatar       | Corée du Sud | 1 - 2 | A    | Chaïb 79e                |
| 26 janvier 2005  | Khalifa International Stadium Doha , Qatar       | Norvège      | 1 - 2 | A    | Chaïb                    |
| 9 février 2005   | Stade du 5 juillet 1962 Alger, Algérie           | Burkina Faso | 3 - 0 | A    | Saïfi 31e 39e, Daoud 83e |
| 27 mars 2005     | Stade Ahmed-Zabana Oran, Algérie                 | Rwanda       | 1 - 0 | QCM  | Boutabout 48e            |
| 5 juin 2005      | Stade Da Cidadela Luanda, Angola                 | Angola       | 2 - 1 | QCM  | Boutabout 63e            |
| 12 juin 2005     | Stade Fernand Fourrier Arles, France             | Mali         | 0 - 3 | A    |                          |
| 19 juin 2005     | Stade Ahmed-Zabana Oran, Algérie                 | Zimbabwe     | 2 - 2 | QCM  | Yahia 17e, Daoud 48e     |
| 4 septembre 2005 | Stade Ahmed-Zabana Oran, Algérie                 | Nigeria      | 2 - 5 | QCM  | Yacef 48e, Boutabout 58e |
| 8 octobre 2005   | Stade Pierre Claver Divounguy Port-Gentil, Gabon | Gabon        | 0 - 0 | QCM  |                          |

Légende: A : Match amical  / QCM : Tours préliminaires à la Coupe du monde de football 2006

### Bilan
| Rang | Équipe  | Pts | J | G | N | P | Bp | Bc | Diff |
| ---- | ------- | --- | - | - | - | - | -- | -- | ---- |
| #    | Algérie | 8   | 7 | 2 | 2 | 3 | 9  | 12 | -3   |

## Tours préliminaires de la Coupe du monde 2006
| Entraîneur : |
| Ali Fergani  |

| Entraîneur :   |
| Roger Palmgren |

| Entraîneur : |
| Ali Fergani  |

| Entraîneur :   |
| Roger Palmgren |

| Entraîneur :            |
| Luís Oliveira Gonçalves |

| Entraîneur : |
| Ali Fergani  |

| Entraîneur :            |
| Luís Oliveira Gonçalves |

| Entraîneur : |
| Ali Fergani  |

| Entraîneur : |
| Ali Fergani  |

| Entraîneur :    |
| Charles Mhlauri |

| Entraîneur : |
| Ali Fergani  |

| Entraîneur :    |
| Charles Mhlauri |

| Entraîneur :  |
| Meziane Ighil |

| Entraîneur :       |
| Augustine Eguavoen |

| Entraîneur :  |
| Meziane Ighil |

| Entraîneur :       |
| Augustine Eguavoen |

| Entraîneur :          |
| Raphael Nzamba-Nzamba |

| Entraîneur :  |
| Meziane Ighil |

| Entraîneur :          |
| Raphael Nzamba-Nzamba |

| Entraîneur :  |
| Meziane Ighil |